# MCI Inc.
MCI, Inc. (ранее Worldcom и MCI WorldCom) — телекоммуникационная компания в США. Она была второй по величине компанией междугородней телефонной связи в США после AT&T. Worldcom вырос в основном за счёт приобретения других телекоммуникационных компаний, в том числе MCI Communications в 1998 году, и объявил о банкротстве в 2002 году после скандала, в котором несколько руководителей, включая генерального директора Бернарда Эбберса, были признаны виновными в завышении активов компании. В январе 2006 года компания, на тот момент переименованная в MCI, была приобретена Verizon Communications.

### Основание
В 1983 году в кофейне в Хаттисберге, штат Миссисипи, Бернард Эбберс и ещё три инвестора основали компанию Long Distance Discount Services, Inc., базирующуюся в Джексоне, штат Миссисипи, а в 1985 году Эбберс был назначен генеральным директором. Компания приобрела более 60 телекоммуникационных фирм и в 1995 году сменила название на WorldCom.
Компания стала публичной в 1989 году в результате слияния с Advantage Companies Inc. Название компании было изменено на WorldCom Inc. в 1995 году.
Компания стремительно росла в 1990-е годы за счёт слияний и поглощений.

### Приобретение MCI
4 ноября 1997 года WorldCom и MCI Communications объявили о сделке по слиянию размером в 37 миллиардов долларов с целью создания MCI WorldCom, что стало крупнейшим корпоративным слиянием в истории США. 15 сентября 1998 года слияние было завершено, в результате чего образовалась MCI WorldCom.

### Бухгалтерские скандалы
Начиная со скромных манипуляций в середине 1999 года и продолжая ускоренными темпами до мая 2002 года, Эбберс, финансовый директор Скотт Салливан, контролёр Дэвид Майерс и главный директор по бухгалтерскому учёту Бафорд Йейтс использовали мошеннические методы учёта, чтобы скрыть снижение прибыли WorldCom и сохранить цену акций компании.
В июне 2002 года небольшая группа внутренних аудиторов WorldCom во главе с вице-президентом Синтией Купер выявила мошеннические записи в бухгалтерском учёте компании на сумму 3,8 миллиарда долларов. Купер уведомила комитет по аудиту и совет директоров компании в июне 2002 года. Совет директоров вынудил Майерса уйти в отставку и уволил Салливана, когда он отказался уйти. Arthur Andersen отозвал аудиторское заключение за 2001 год. Купер и её команда раскрыли крупнейшее мошенничество в области бухгалтерского учёта в истории Америки, обойдя мошенничество, выявленное в Enron. Это было самым крупным бухгалтерским мошенничеством до тех пор, пока в 2008 году не была раскрыта гигантская схема Понци Бернарда Мэдоффа.

### Банкротство
21 июля 2002 года WorldCom объявил о крупнейшем банкротстве в истории Соединённых Штатов (его позднее обошли Lehman Brothers и Washington Mutual в сентябре 2008 года). Дело о банкротстве WorldCom проходило перед Федеральным судьёй США по делам о банкротстве Артуром Гонсалесом, который одновременно слушал дело о банкротстве Enron, которое стало вторым по величине делом о банкротстве, возникшим в результате одного из крупнейших скандалов с финансовым мошенничеством. По соглашению о реорганизации в ходе банкротства компания выплатила Комиссии по ценным бумагам и биржам 750 миллионов долларов в виде денежных средств и акций новообразованной компании MCI, которые должны были быть выплачены обманутым инвесторам.

### Пост-банкротство
Компания вышла из банкротства в 2004 году с задолженностью около 5,7 млрд долларов и денежными средствами в 6 млрд долларов. Около половины денежных средств предназначались для урегулирования различных требований. Предыдущим держателям облигаций в итоге заплатили 35,7 цента за доллар, в виде облигаций и акций новой компании MCI. Прежние акции были погашены.
В январе 2006 года компания была приобретена Verizon Communications.